# Минаев, Филипп Прокопьевич
Филипп Прокопьевич Минаев (сентябрь 1911, деревня Кормиха, Томская губерния — декабрь 1972, Караганда) — советский государственный деятель; председатель Новгородского облисполкома (1951—1954), министр промышленности строительных материалов Казахской ССР (1955—1956).

## Биография
С 1929 года учился в Сибирском технологическом институте (Томск), затем — в Уральском горном институте, который окончил в 1934 году. Работал на комбинате «Ураласбест» начальником участка диспетчера, заместителем технического руководителя Южной группы.
В 1935—1936 годах служил в Красной армии.
С 1936 года работал в городе Асбест Свердловской области, занимая должности в трестах «Союзасбест» (1936—1937 — начальник участка Северной группы карьеров; 1939—1940 — главный инженер Северного рудоуправления, начальник производственно-распорядительного отдела) и «Асборуда» (1937—1939 — директор рудоуправления, начальник карьера, инженер технического отдела рудоуправления).
С 1940 года — на государственных должностях: председатель Асбестовского горисполкома, с
1942 — заместитель председателя Свердловского облисполкома, после учёбы в Высшей партийной школы при ЦК ВКП(б) (1946—1949) — заместитель председателя Новгородского облисполкома.
В ноябре 1951 года возглавил Исполнительный комитет Новгородского областного Совета. Избирался делегатом XIX съезда ВКП(б) / КПСС (1952).
С 1954 года работал в Казахской ССР: заместитель председателя Семипалатинского облисполкома, министр промышленности строительных материалов Казахской ССР (1955—1956), заместитель министра промышленности строительных материалов Казахской ССР (1956). С 1956 года был заместителем председателя Государственного комитета Совета министров Казахской ССР по делам строительства, с 1957 — начальником Управления промышленности строительных материалов Совнархоза Карагандинского экономического административного района.
После выхода на пенсию[когда?]

 жил в Караганде.